# Mut

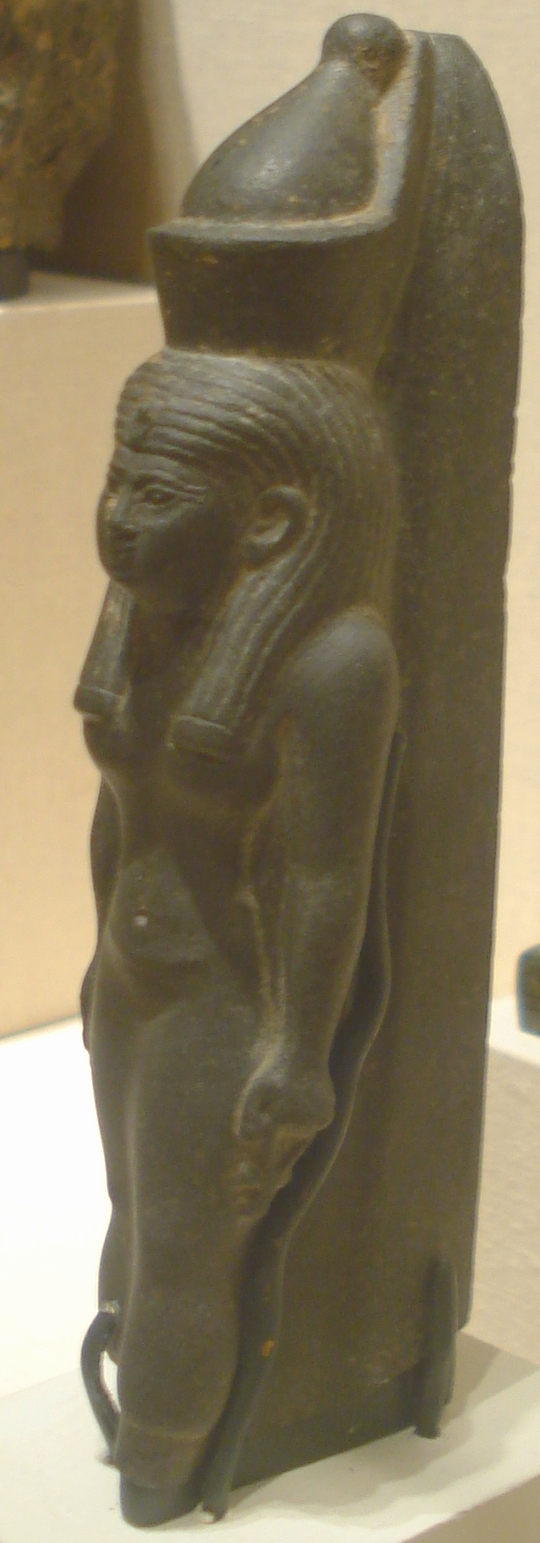
Staty av Mut

Mut ('mot') var en himmels- och modersgudinna i den gamla egyptiska mytologin, hustru till Amon, moder till Khons och var härskare över himlavalvet. Hon hyllades även som modergudinna, bland annat som symbolisk moder till alla faraoner.
Mut kom ursprungligen från den sydliga traditionen och tillbads i Thebe i templet i Karnak tillsammans med sin make. Hon gestaltades ursprungligen som en gam men som Amons hustru antog hon en kvinnas gestalt med en gam i sin huvudbonad.
Mut kan förväxlas med Nut, en himmelsgudinna från den nordegyptiska traditionen kring Heliopolis i Nildeltat. De har flera likheter men olika bakgrund och olika attribut.